# AC Sparta Praha/2016
Deze pagina geeft een overzicht van de AC Sparta Praha wielerploeg in 2016.

## Transfers
| Inkomend        | Team 2015        | Uitgaand    | Team 2016              |
| --------------- | ---------------- | ----------- | ---------------------- |
| Denis Rugovac   | Team Dukla Praha | Jan Stöhr   | CK Pribram Fany Gastro |
| Tomas Kalojiros | Whirlpool Author | Pavel Stöhr | CK Pribram Fany Gastro |
| Jakub Krikava   | Onbekend         | Petr Fiala  | Onbekend               |
|                 |                  | Lukas Kobes | Onbekend               |

## Renners
| Naam            | Geboortedatum     | Nationaliteit | Ploeg 2015       |
| --------------- | ----------------- | ------------- | ---------------- |
| Martin Červenka | 13 september 1983 | Tsjechië      |                  |
| Jindrich Dlask  | 26 mei 1991       | Tsjechië      |                  |
| Tomáš Holub     | 25 september 1990 | Tsjechië      |                  |
| Jakub Honzik    | 3 oktober 1996    | Tsjechië      |                  |
| Vojtěch Jonáš   | 23 oktober 1989   | Tsjechië      |                  |
| Tomas Kalojiros | 3 augustus 1994   | Tsjechië      | Whirlpool Author |
| Jakub Krikava   | 10 januari 1997   | Tsjechië      | Onbekend         |
| Petr Malan      | 13 december 1995  | Tsjechië      |                  |
| Jiří Nesveda    | 14 mei 1985       | Tsjechië      |                  |
| Denis Rugovac   | 3 april 1993      | Tsjechië      | Team Dukla Praha |
| Jan Ryba        | 25 maart 1995     | Tsjechië      |                  |
| Miroslav Svatek | 9 januari 1997    | Tsjechië      |                  |
| Václav Viktorin | 11 augustus 1989  | Tsjechië      |                  |

## Kalender (profwedstrijden)
| Wedstrijd      | Datum       | Categorie |
| -------------- | ----------- | --------- |
| Velothon Wales | 22 mei 2016 | 1.1       |

2002 · 2003 · 2004 · 2005 · 2006 · 2007 · 2008 · 2009 · 2010 · 2011 · 2012 · 2013 · 2014 · 2015 · 2016 · 2017 · 2018 · 2019 · 2020 · 2021 · 2022 · 2023 · 2024